# Антипіна Олена Володимирівна
Олена Антипіна (теж Олена Шмельцер; нар. 19 березня 1979, Запоріжжя) — колишня українська тенісистка.
Найвищу одиночну позицію рейтингу WTA — ранг 180 досягнула в листопаді 2005 року.

## Фінали ITF

### Одиночний розряд 5 (1–4)
| Турніри $100,000 |
| Турніри $75,000  |
| Турніри $50,000  |
| Турніри $25,000  |
| Турніри $10,000  |

| Результат | Ранг | Дата              | Турнір            | Покриття   | Опонент in the final | Рахунок in the final |
| Поразка   | 1.   | 10 червня 2001    | Анкара, Туреччина | Ґрунт      | Monica Mastan        | 5-7, 3-6             |
| Поразка   | 2.   | 26 серпня 2002    | Бухарест, Румунія | Ґрунт      | Делія Сезкіоряну     | 1–6, 4–6             |
| Поразка   | 3.   | 21 грудня 2003    | Каїр, Єгипет      | Ґрунт      | Kristína Czafiková   | 2-6, 7-6(7-3), 0-6   |
| Перемога  | 4.   | 9 травня 2005     | Монсон, Іспанія   | Тверде     | Анджелік Кербер      | 6-3, 6-3             |
| Поразка   | 5.   | 13 листопада 2005 | Торонто, Канада   | Тверде (i) | Александра Возняк    | 4–6, 3–6             |

### Парний розряд Фінали: 23 (13–10)
| Результат | NO  | Дата              | Турнір                  | Покриття   | Партнер                 | Опоненти in the final                     | Рахунок            |
| Поразка   | 1.  | 28 травня 2000    | Варшава, Польща         | Ґрунт      | Дар'я Панова            | Andrea Plačková Petra Plačková            | W/O                |
| Перемога  | 2.  | 19 серпня 2001    | Бухарест, Румунія       | Ґрунт      | Юліана Федак            | Євгенія Савранська Галина Воскобоєва      | 4-6, 6-1, 6-4      |
| Поразка   | 3.  | 10 вересня 2001   | Софія, Болгарія         | Ґрунт      | Юліана Федак            | Ольга Виметалкова Magdalena Zděnovcová    | 3-6, 3-6           |
| Поразка   | 4.  | 15 жовтня 2001    | Гіза, Єгипет            | Ґрунт      | Юліана Федак            | Даніела Клеменшиц Сандра Клеменшиц        | 4-6, 3-6           |
| Поразка   | 5.  | 15 квітня 2002    | Хвар, Хорватія          | Ґрунт      | Ленка Тварошкова        | Даніела Клеменшиц Сандра Клеменшиц        | 6–4, 3–6, 0–6      |
| Runner–up | 6.  | 11 серпня 2002    | Гдиня, Польща           | Ґрунт      | Дар'я Кустова           | Ленка Тварошкова Zuzana Zemenová          | 3–6, 6–7(3–7)      |
| Перемога  | 7.  | 6 жовтня 2002     | Ain Sukhna, Egpyt       | Ґрунт      | Гана Шромова            | Kim Kambic Орелі Веді                     | 6–2, 7–5           |
| Перемога  | 8.  | 20 жовтня 2002    | Ель-Мансура, Egpyt      | Ґрунт      | Гана Шромова            | Гульнара Фаттахетдінова Галина Воскобоєва | 6–2, 6–2           |
| Перемога  | 9.  | 12 травня 2003    | Монсон, Іспанія         | Тверде     | Raissa Gourevitch       | Ліана Унгур Кільдін Шевальє               | 3–6, 7–5, 6–1      |
| Перемога  | 10. | 7 липня 2003      | Торунь, Польща          | Ґрунт      | Зузана Гейдова          | Мірейлл Діттманн Гелена Еєсон             | 6–3, 6–3           |
| Перемога  | 11. | 29 листопада 2003 | Хайфа, Ізраїль          | Тверде     | Ніна Братчикова         | Вероніка Капшай Barbara Pocza             | 7-5, 6-4           |
| Перемога  | 12. | 6 грудня 2003     | Тель-Авів, Ізраїль      | Тверде     | Ніна Братчикова         | Oksana Karyshkova Олена Яришко            | 6-1, 5-7, 6-3      |
| Поразка   | 13. | 30 березня 2004   | Каїр, Єгипет            | Ґрунт      | Liudmila Nikoyan        | Raissa Gourevitch Ekaterina Kozhokina     | 2–6, 0–6           |
| Поразка   | 14. | 18 вересня 2004   | Хошимін, В'єтнам        | Тверде     | Гульнара Фаттахетдінова | Фудзівара Ріка Накамура Айко              | 3–6, 3–6           |
| Поразка   | 15. | 30 серпня 2004    | Балашиха, Росія         | Тверде (i) | Алла Кудрявцева         | Марія Головизніна Олена Весніна           | 5-7, 4-6           |
| Перемога  | 16. | 26 жовтня 2004    | Стамбул, Туреччина      | Тверде (i) | Гана Шромова            | Іпек Шенолу Катрін Верле-Шеллер           | 6–7(5-7), 6–3, 7–5 |
| Перемога  | 17. | 9 травня 2005     | Монсон, Іспанія         | Тверде     | Суріна Де Беер          | Петра Цетковська Габріела Веласко Андреу  | 7–5, 7–5           |
| Поразка   | 18. | 12 червня 2005    | Горіція, Італія         | Ґрунт      | Ніна Братчикова         | Джулія Казоні Valentina Sulpizio          | 2-6, 0-6           |
| Перемога  | 19. | 27 червня 2005    | Бостад, Швеція          | Ґрунт      | Надія Островська        | Еріка Краут Ганна Ноні                    | 7–5, 3–6, 6–3      |
| Перемога  | 20. | 7 серпня 2005     | Вашингтон, США          | Ґрунт      | Тетяна Пучек            | Дженніфер Гопкінс Янь Цзи                 | 6-4, 6-4           |
| Поразка   | 21. | 19 вересня 2005   | Джунія, Ліван           | Тверде     | Гана Шромова            | Марія Коритцева Анастасія Якімова         | 5–7, 2–6           |
| Перемога  | 22. | 13 листопада 2005 | Торонто, Канада         | Тверде (i) | Мартіна Мюллер          | Лорен Барніков Крістен Шлукебір           | 6-3, 6-1           |
| Перемога  | 23. | 22 липня 2006     | Дніпро (місто), Україна | Ґрунт      | Ніна Братчикова         | Євгенія Родіна Христина Антонійчук        | 6-1, 5-7, 7-5      |